# Logy Bay-Middle Cove-Outer Cove
Logy Bay-Middle Cove-Outer Cove is een gemeente (town) in de Canadese provincie Newfoundland en Labrador. De gemeente ligt op het schiereiland Avalon aan de oostkust van het eiland Newfoundland.

## Geschiedenis
De gemeente werd opgericht in het jaar 1986.

## Geografie
Logy Bay-Middle Cove-Outer Cove grenst in het zuiden en zuidwesten aan de provinciehoofdstad St. John's. In het westen grenst het aan de gemeente Torbay en in het noorden en oosten aan de Atlantische Oceaan. Het is na St. John's de oostelijkste gemeente van Noord-Amerika (exclusief Groenland).
De plaatsen Middle Cove en Outer Cove liggen in het noorden van de gemeente, Logy Bay ligt in het oosten.

## Demografie
De gemeente maakt deel uit van de Metropoolregio St. John's, een van de enige delen van de provincie waar er zich de laatste jaren een demografische groei voordoet. Tussen 2001 en 2021 steeg de bevolkingsomvang van 1.872 naar 2.364. Dat komt neer op een stijging van 492 inwoners (+26,3%) in twintig jaar tijd.
| Demografische ontwikkeling van Logy Bay-Middle Cove-Outer Cove tussen 1991 en 2021 |
| ---------------------------------------------------------------------------------- |
|                                                                                    |
| Bron: Statistics Canada (1991–1996, 2001–2006, 2011–2016, 2021)                    |

### Taal
In 2021 hadden 2.305 inwoners (97,5%) van Logy Bay-Middle Cove-Outer Cove het Engels als moedertaal en waren vrijwel alle anderen die taal machtig. Hoewel slechts tien mensen (0,4%) het Frans als moedertaal hadden, waren er 170 mensen die die andere Canadese landstaal konden spreken (7,2%). De in 2021 meest gesproken taal naast het Engels of Frans was het Mandarijn met 35 sprekers (1,5%).

## Galerij

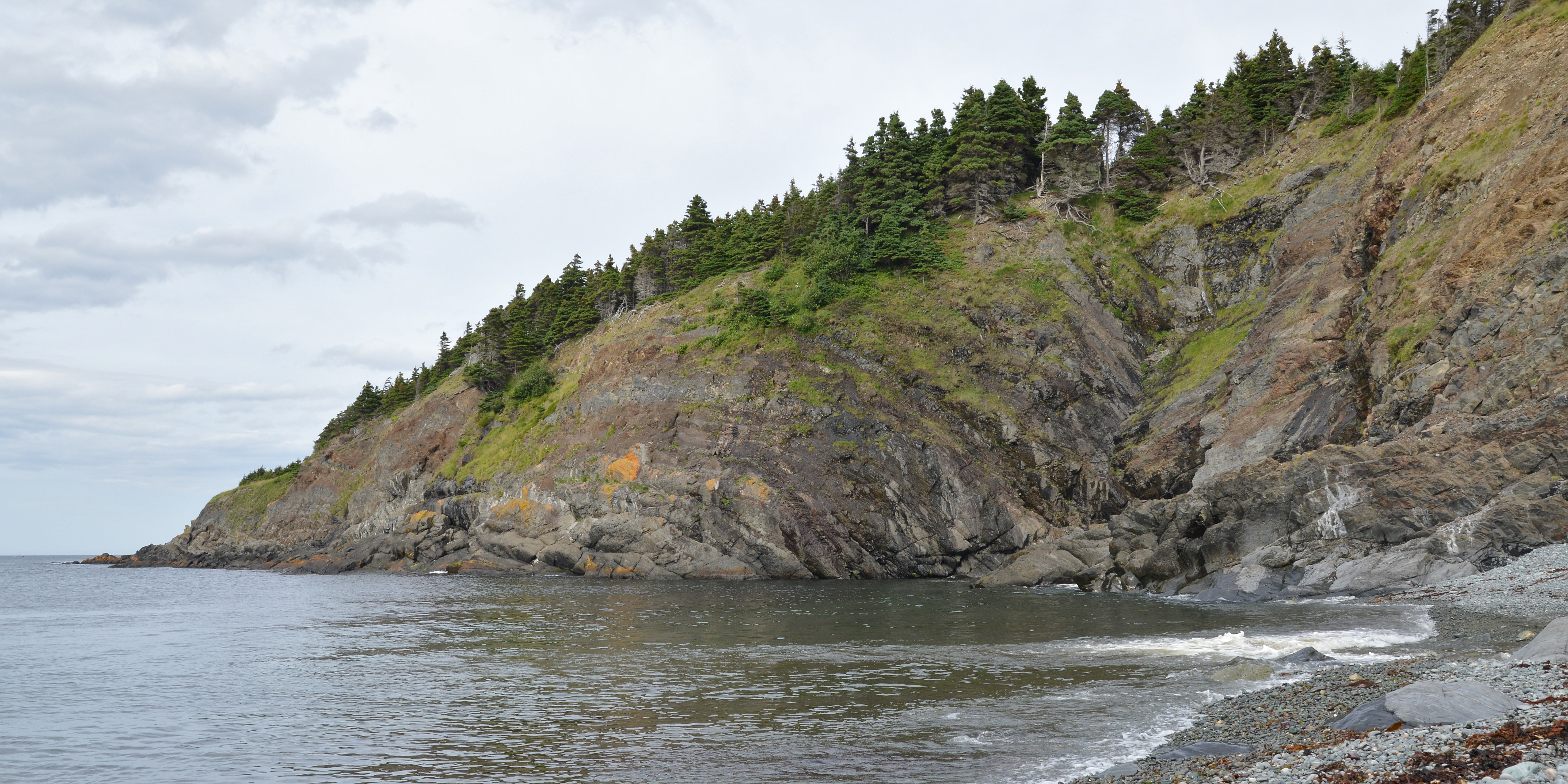
Ruwe kustlijn van de gemeente
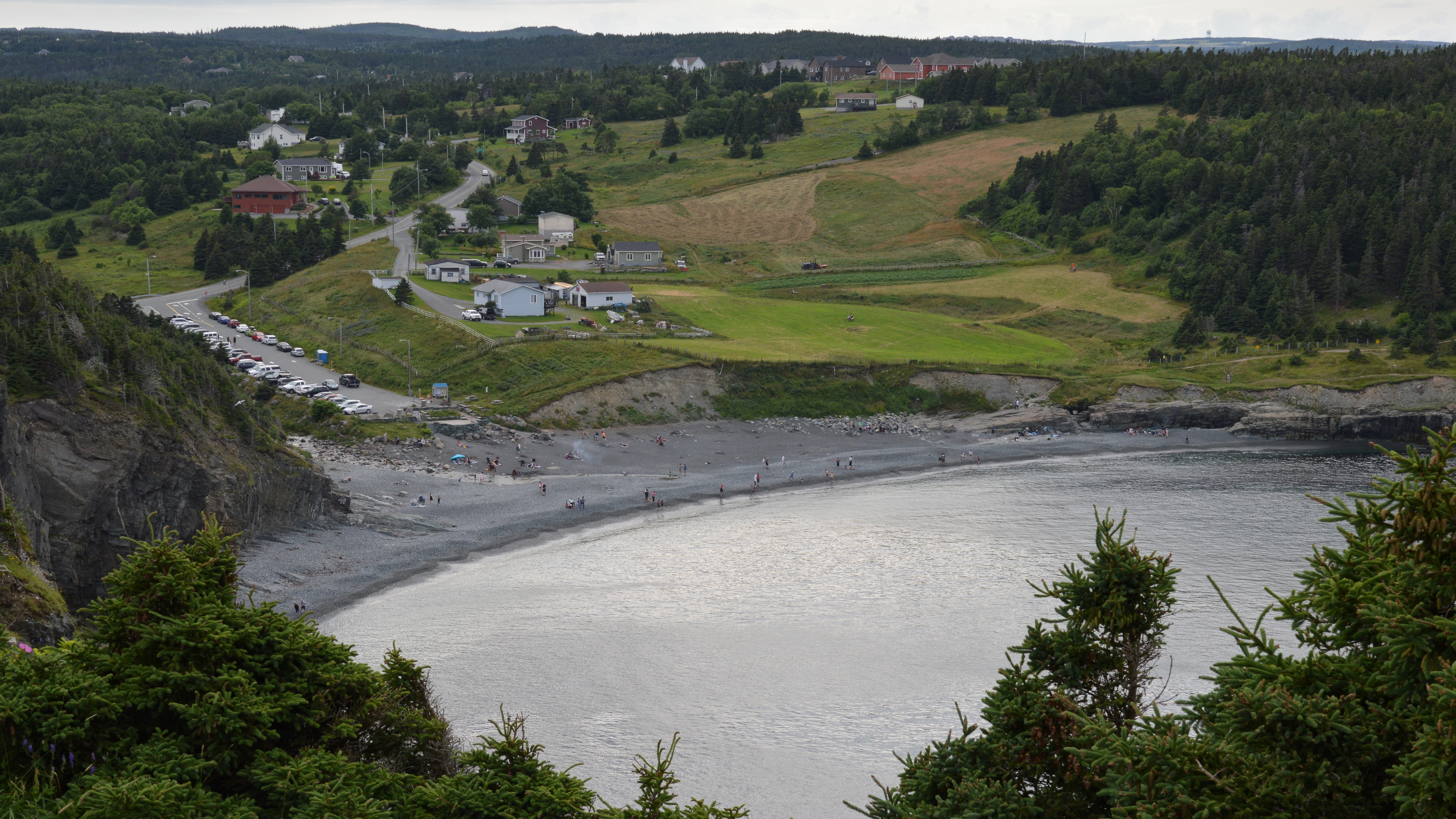
Zicht op Middle Cove (2019)
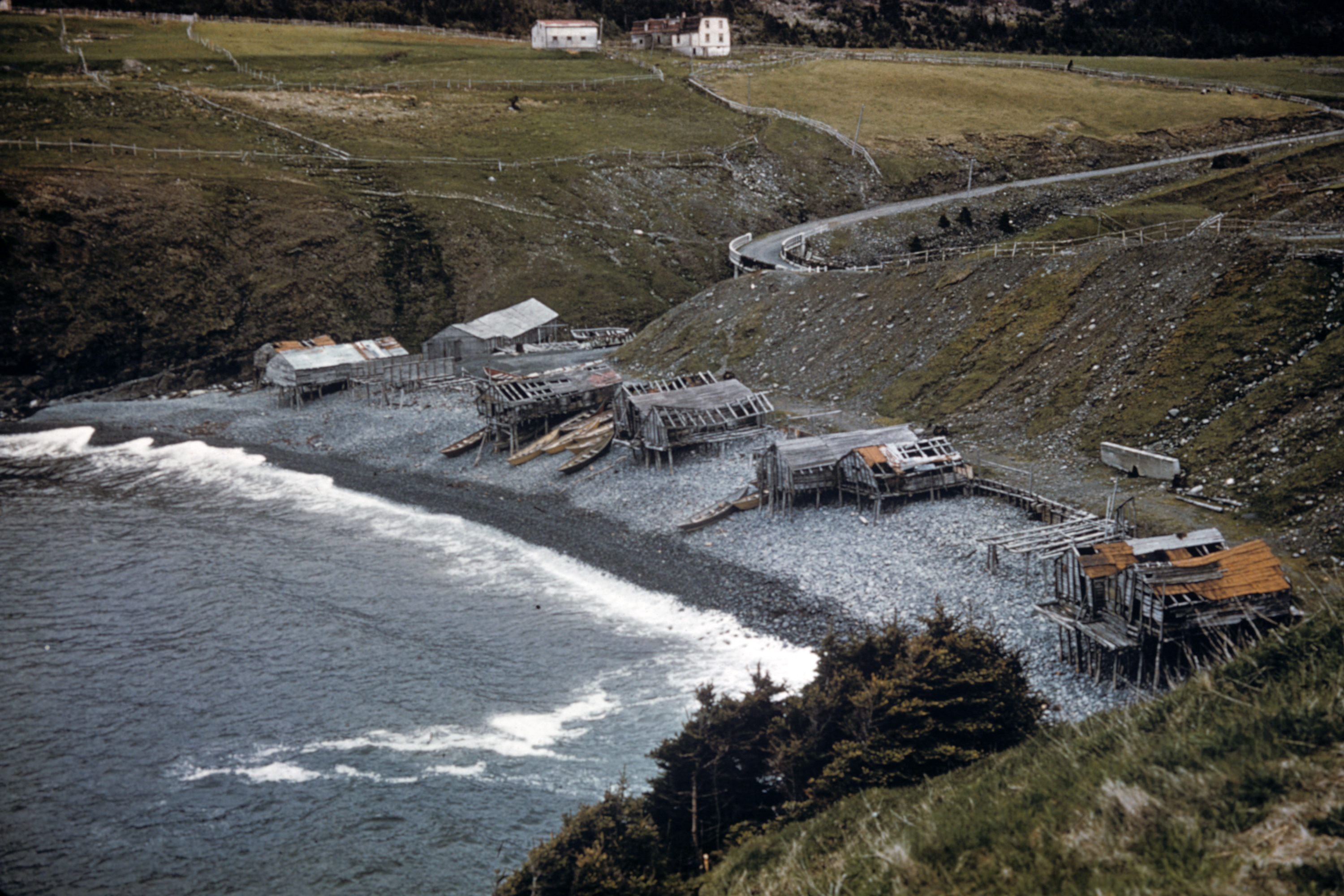
Foto van Outer Cove uit 1954